# 埃里克·坎德尔
埃里克·理查德·坎德尔（英語：Eric Richard Kandel，德語：[ˈkandəl]，1929年11月7日—），生于奥地利维也纳，后移居美国。1956年毕业于纽约大学。1974年至今，任哥伦比亚大学教授。2000年，因神经系统学领域的贡献与保罗·格林加德共同获得诺贝尔生理学或医学奖。

## 家庭
他的妻子为德尼兹，有两个孩子。